# Jeu de Bleue
Blue et ses amis
Jeu de Bleue (Blue's Clues) est un programme télévisé américain pour la jeunesse, diffusé sur la chaîne Nickelodeon du 8 septembre 1996 au 7 octobre 2010. Il a été animé par Steve Burns (en) de 1996 à 2002 et par Donovan Patton (en) de 2002 à 2010.
En France, l'émission a été diffusée sur Nickelodeon Junior et Mon Nickelodeon Junior.

## Distribution

### Voix originales
- Steve Burns : Steve
- Donovan Patton : Joe
- Traci Paige Johnson : Bleue (Blue)
- Nick Balaban : M. Sel (Mr. Salt)
- Penelope Jewkes / Spencer Kayden : Mme Poivre (Mrs. Pepper)
- Jenna Marie Castle / Corrine Hoffman : Paprika
- Seth O'Hickory : Boîte aux lettres (Mailbox)
- Stephen Schmidt / Jonathan Press / Thomas Sharkey : Pelle (Shovel)
- Marshall Claffy / Olivia Zaro / Julia Wetherell / Naelee Rae / Blake Jordana : Seau (Pail)
- LaNae Allen : Table (Sidetable Drawer)

### Voix françaises
- Frédéric Meaux (1re voix, épisodes 1 à 26) / Adrien Solis (2e voix) : Steve Burns
- Peppino Capotondi : M. Sel, Boîte aux lettres
- Carole Baillien : Mme Poivre, Pelle, Table
- Fanny Roy : Paprika, Seau
- David Scarpuzza
- Lydia Cherton
- Cécile Hupin
- Aurélie Castin